# Unione Sportiva Civitanovese 1982-1983
Questa voce raccoglie le informazioni riguardanti l'Unione Sportiva Civitanovese nelle competizioni ufficiali della stagione 1982-1983.

## Rosa
| N. |                   | Ruolo | Calciatore             |
| -- | ----------------- | ----- | ---------------------- |
|    | Italia (bandiera) | C     | Gianangelo Arienti     |
|    | Italia (bandiera) | A     | Mauro Babbi            |
|    | Italia (bandiera) | A     | Gabriele Baldassarri   |
|    | Italia (bandiera) | D     | Gina Maria Cappelletti |
|    | Italia (bandiera) | D     | Giuliano Castoldi      |
|    | Italia (bandiera) | P     | Mariano Ciarapica      |
|    | Italia (bandiera) | A     | Paolo Di Lena          |
|    | Italia (bandiera) | C     | Fabio Emili            |
|    | Italia (bandiera) | C     | Angelo Fadigati        |
|    | Italia (bandiera) | A     | Giovanni Gino          |
|    | Italia (bandiera) | D     | Lorenzo Julitti        |
|    | Italia (bandiera) | C     | Giovanni Manari        |

| N. |                   | Ruolo | Calciatore           |
| -- | ----------------- | ----- | -------------------- |
|    | Italia (bandiera) | C     | Luca Monachesi       |
|    | Italia (bandiera) | A     | Michele Morra (I)    |
|    | Italia (bandiera) | A     | Gianbattista Motta   |
|    | Italia (bandiera) | A     | Giorgio Pennacchioni |
|    | Italia (bandiera) | D     | Mario Perugini       |
|    | Italia (bandiera) | D     | Stefano Renzi        |
|    | Italia (bandiera) | C     | Orfeo Rossi          |
|    | Italia (bandiera) | C     | Enrico Rubicondi     |
|    | Italia (bandiera) | D     | Luigi Sanzone        |
|    | Italia (bandiera) | C     | Luigi Sollazzo       |
|    | Italia (bandiera) | P     | Ugo Tani             |